# LEO (website)
LEO (sigla em inglês para Link Everything Online) é um dicionário eletrônico e de tradução bidirecional a partir do alemão para português, francês, inglês, espanhol, italiano, chinês, russo e polaco disponível na internet. Foi iniciado pelo departamento de ciências da computação da Universidade Técnica de Munique, Alemanha. O site é administrado pela empresa privada  LEO GmbH.